# Ngân sam
Chi Ngân sam (danh pháp khoa học: Cathaya) là một chi thực vật trong họ Thông (Pinaceae) và có một loài còn tồn tại đã biết là ngân sam (Cathaya argyrophylla). Chi Cathaya là thành viên của phân họ Laricoideae, có quan hệ họ hàng gần gũi nhất với Pseudotsuga và Larix. Tên gọi loài thứ hai, C. nanchuanensis, hiện nay được coi là từ đồng nghĩa của loài đầu tiên, do nó không khác biệt gì với C. argyrophylla trong bất cứ đặc trưng cơ bản nào.
Cathaya chỉ sinh trưởng trong một khu vực giới hạn tại miền nam Trung Quốc, trong các tỉnh Quảng Tây, Quý Châu, Hồ Nam và đông nam Tứ Xuyên. Tên gọi trong tiếng Trung của nó là 银杉 (ngân sam). Loài cây này được tìm thấy trên các sườn đồi núi hẹp và dốc ở cao độ 950-1.800 m, trên nền đất đá vôi. Một quần thể lớn hơn đã bị suy giảm do tàn phá và đốn hạ trước khi nó được các nhà khoa học phát hiện và đưa vào danh sách bảo vệ trong năm 1950.
Lá của loài cây này hình kim, dài 2,5–5 cm, có các mép lá có lông rung khi còn non, và mọc xung quanh thân cây theo kiểu xoắn ốc. Quả nón dài 3–5 cm, với khoảng 15-20 vảy bắc, mỗi vảy chứa 2 hạt có cánh.
Một vài nhà thực vật học (Silba 1986) không thích một chi mới chỉ có 1 loài, đã cố gắng đưa nó vào các chi đang tồn tại khác, chẳng hạn đặt tên là Pseudotsuga argyrophylla hay Tsuga argyrophylla. Tuy nhiên, nó rất khác với cả hai chi này, và các tổ hợp tên gọi như vậy hiện nay gần như không ai sử dụng.
Các hóa thạch của các loài đã tuyệt chủng thuộc chi Cathaya được tìm thấy khá phổ biến tại các mỏ than nâu ở châu Âu có niên đại khoảng 10-30 triệu năm trước.